# أيوب
أَيُّوْب (بالإنجليزية: Job) (باليونانية:Ιώβ) (بالقبطية: Iwb). هو الشخصية الرئيسية في سفر أيوب في الكتاب العبري ويعتبره الكتاب العبري نبياً، وقد ورد ذكره في القرآن. وهو أيضا دائمًا ما يضرب به العرب المثل في الصبر فيقولون: «يا صبر أيوب». يُعتبر أيوب أحد أنبياء الأديان الإبراهيمية: اليهودية، والمسيحية والإسلام.

## أيوب في الإسلام
أيوب في الإسلام هو نبي ويتم احترامه من قبل المسلمين عند ذكر اسمه مفترض قول «عليه السلام» كما أن تم ذكر نبوته في القرآن عند قول الله تعالي:﴿إِنَّا أَوْحَيْنَا إِلَيْكَ كَمَا أَوْحَيْنَا إِلَى نُوحٍ وَالنَّبِيِّينَ مِن بَعْدِهِ وَأَوْحَيْنَا إِلَى إِبْرَاهِيمَ وَإِسْمَاعِيلَ وَإِسْحَاقَ وَيَعْقُوبَ وَالأَسْبَاطِ وَعِيسَى وَأَيُّوبَ وَيُونُسَ وَهَارُونَ وَسُلَيْمَانَ وَآتَيْنَا دَاوُودَ زَبُورًا﴾ [النساء:163]

### قصته
يؤمن المسلمون بأنّ أيُّوب كانَ يمتلك أموالًا كثيرة حيثُ كانَ يمتلك العديد منَ المواشي والأنعام والعبيد والأراضي الواسعة، فقدْ كانت أرض الثنية من أرض حُوران في بِلاد الشّام مِلكاً له، كما كانَ لديه أيضَاً الكَثير منَ الأقارب والأبناء وورَد عن الحسن البَصْريِّ وعن وهب بِِن منبِّه، أنَّه كانَ جَوادًا سَخيًّا عابدًا لله تَعالى مؤدِّيًا واجباته قائماً بحقوق الناس، حتَّى بلَغ من رضا الله تعالى عنه أنَّ الملائكةَ كانت تصلَّي عليهِ في السّماواتِ، وقد سمعَ إبليس صلوات الملائكة، وكانَ هو وجنوده يقعدون مقاعدَ يستمعون فيها إلى كلام الملأِ الأعلى، وأنَّه طَعَن أمامَ الله تعالى في صِدقِ إِيمان أيوب.وزَعَم إبليس أنَّ أيوب يعبدُ الله تعالى بسبب ما أنعَم به عليهِ منْ مالٍ وخدم وأولاد وصحةٍ تامَّة، وأنَّه إذا سُلِّطَ عليهِ وأذهبَ عنهُ كلَ هذه النعم فسيترك كلَ خيرٍ كان يفعله لله ولن يشكرَ الله أبداً، وقد أَذِنَ الله تعالى باختبارِ أيوب فجَعَلَ للشيطانِ سلطانًا في أذيتهِ عليه السلام في كلِّ ما يزول من متاع الدنيا، دونَ أن يكونَ له سلطانٌ على روحه وقلبه وضميره، ويؤيد هذا قول أيوب في القرآن، كما قال الله تعالى عنه: {أنِّي مسَّني الشيطان بنُصبٍ وعذاب}.
أعلنَ الشيطان حربه على ممتلكات أيوب أوَّلًا، فسلَّطَ جنودَه وأتباعه ليحرقوا كلَّ ما يملك، وكان يأتيه كلَّ مرَّةٍ بخبر شيءٍ من ممتلكاته من مواشي، ويقول له: ما أغنت عنك عبادتك شيئًا؛ هلك كلُّ ما تملك من (كذا)، فيجيبه أيوب: (إنَّا لله وإنَّا إليه راجعون، لله ما أعطَى، ولله ما أخذ، لا ينبغي أن نفرح حين يعطينا الله من فضله عاريةً، ثمَّ نجزع إن استردَّ منَّا عاريتَه)..
وعندما رأى صبرَه وثباته، جاءَ إلى بيتٍ مجتمع فيه كلُّ أولادِه، فجعل زلزال عليهم حتَّى انهار فوقَهم فقتلَهم جميعاً، فجاءَه بخبرهم، فأجابه بجوابِه الأوَّل، وسلَّم ورضيَ بحُكمِ الله تعالى، فلمَّا رأى ثباتَه؛ تسلَّط على جسدِه، فنَفَخ على جسدِه نفخةً وأَلقى في جَوفِه شيئًا، فأصابه بعلَّةٍ جعَلته يضعف ويهزل وتخورُ قواه، وبقيَ أيوب صابراً على ما أصابهُ من بلاءٍ، يحمدُ الله تعالى سرًّا وعلانية، مواظبًا على تأدية واجبات الطاعةِ والعبادة لمدَّة 18 عاماً، حتى أحسَ بأنّ الناس الصالحين قد أساؤوا الظنَّ بالله تعالى بسبب ما يرونَه من كثرة الابتلاءات وطولها على أيوب؛ هنالك دعا ربَّه أن يزيل عنه الضرَّ وتسلُّطَ الشيطان،(وَأَيُّوبَ إِذْ نَادَى رَبَّهُ أَنِّي مَسَّنِيَ الضُّرُّ وَأَنْتَ أَرْحَمُ الرَّاحِمِينَ). وأذهب الله عنه البلاء وشفاه وأرجع له عافيته وصحته ورزقه بدل أولاده وقد زاد ماله.

#### حديث صحيح
إنَّ أيوب نبي الله لبث به بلاؤه ثماني عشرة سنة، فرفضه القريب والبعيد، إلا رجلين من إخوانه، كانا من أخصِّ إخوانه، قد كانا يغدوان إليه، ويروحان.
فقال أحدهما لصاحبه ذات يوم: نعلم والله، لقد أذنبَ أيوب ذنباً ما أذنبه أحد من العالمين.
فقال له صاحبه: وما ذاك؟
قال: منذ ثمانية عشر سنة لم يرحمهُ الله، فكشف عنه ما به.
فلما ذهبا إلى أيوب، لم يصبر الرجل حتى ذكر له ذلك.
فقال له أيوب: لا أدري ما تقول، غير أنَّ الله يعلم أني كنت أمرُّ بالرجلين يتنازعان يذكران الله، فأرجع إلى بيتي، فأكفر عنهما، كراهية أن يذكر الله إلا في حق.
وكان يخرج لحاجتهِ، فإذا قضى حاجته أمسكت امرأته بيدهِ حتى يبلغ.
فلما كان ذات يوم أبطأ عليها، فأوحى الله إلى أيوب في مكانهِ: أن اركض برجلك، هذا مغتسل بارد وشراب.
فاستبطأته، فتلقته، وأقبل عليها، وقد أذهب الله ما به من البلاء، وهو أحسن مما كان.
فلما رأته، قالت: أي بارك الله فيك، هل رأيت نبي الله هذا المبتلى؟ والله على ذلك ما رأيت رجلا أشبه به منك إذ كان صحيحاً!
قال: فإني أنا هو.
وكان له أندران: أندر للقمح، وأندر للشعير.
فبعث الله سحابتين، فلما كانت إحداهما على أندر القمح أفرغت فيه الذهب حتى فاض، وأفرغت الأخرى في أندر الشعير الورق حتى فاض

#### عدم اتفاق المسلمون مع قصة الكتاب المقدس
كما أن هناك بعض المسلمين يقولون أنّ الجميع كانَ ينفر منه بسبب خروج الديدان من جسدهِ وتمزق جلده لكن ما يؤمن بهِ المسلمون هو أنّ الأنبياء معصومون من أي مرض يجعل الناس تنفر منهم سواء كانت هذهِ الأمراض جسدية أو نفسية لذلك تعتبر هذهِ الأقاويل غير صحيحة بالنسبة للمعتقد الإسلامي

## أيوب في المسيحية
يسمى أيوب البار وأيوب الصديق وهو قديس في المسيحية.سفر أيوب يقع من ضمن تقسيم «الأسفار الشعرية» في الكتاب المقدس، وليس الأسفار النبوية، وذلك بسبب أسلوب كتابته الشِعري، وليس من وجهة نظر مُحتواه..  فهو تقسيم عام، وليس تقسيم يُحدِّد طبيعة السفر ومُجمَل محتواه..  فهناك نبوات في في الأسفار التاريخية والشعرية وغيره..
توجد الكثير من النبوات الموجودة في سفر أيوب، سواء التي ذُكِرَت على لسانه، أم من خلال كلمات أصحابه الأربعة. ولكن ها هي ثلاثة نبوات صريحة على سبيل المثال عن السيد المسيح، وَردَت على لسان أيوب «فَغَرُوا عَلَيَّ أَفْوَاهَهُمْ. لَطَمُونِي عَلَى فَكِّي تَعْيِيرًا. تَعَأوَنُوا عَلَيَّ جَمِيعًا. دَفَعَنِيَ اللهُ إِلَى الظَّالِمِ، وَفِي أَيْدِي الأَشْرَارِ طَرَحَنِي» (سفر أيوب 16: 10,11). «أَوْقَفَنِي مَثَلًا لِلشُّعُوبِ، وَصِرْتُ لِلْبَصْقِ فِي الْوَجْهِ» (سفر أيوب 17: 6) «أَمَّا أَنَا فَقَدْ عَلِمْتُ أَنَّ وَلِيِّي حَيٌّ، وَالآخِرَ عَلَى الأَرْضِ يَقُومُ وَبَعْدَ أَنْ يُفْنَى جِلْدِي هذَا، وَبِدُونِ جَسَدِي أَرَى اللهَ» (سفر أيوب 19: 25، 26).

### قصته
يؤمن المسيحيون أن أيوب البار كان رجلاً صالح وكامل "كَانَ رَجُلٌ فِي أَرْضِ عَوْصَ اسْمُهُ أَيُّوبُ. وَكَانَ هذَا الرَّجُلُ كَامِلًا وَمُسْتَقِيمًا، يَتَّقِي اللهَ وَيَحِيدُ عَنِ الشَّرِّ" (سفر أيوب1:1) كان له سبع أولاد وثلاث بنات وكان له ماشية عددها 7 الآف من الغنم و3 الآف جمل و500 فدان بقر والكثير من الخدم "وَكَانَتْ مَوَاشِيهِ سَبْعَةَ آلاَفٍ مِنَ الْغَنَمِ، وَثَلاَثَةَ آلاَفِ جَمَل، وَخَمْسَ مِئَةِ فَدَّانِ بَقَرٍ، وَخَمْسَ مِئَةِ أَتَانٍ، وَخَدَمُهُ كَثِيرِينَ جِدًّا. فَكَانَ هذَا الرَّجُلُ أَعْظَمَ كُلِّ بَنِي الْمَشْرِقِ"(سفر أيوب 1: 3) وذات يوم قام الشيطان بتحدي الله لكي يجعل أيوب يجدف عليه "فَأَجَابَ الشَّيْطَانُ الرَّبَّ وَقَالَ:«هَلْ مَجَّانًا يَتَّقِي أَيُّوبُ اللهَ؟ أَلَيْسَ أَنَّكَ سَيَّجْتَ حَوْلَهُ وَحَوْلَ بَيْتِهِ وَحَوْلَ كُلِّ مَا لَهُ مِنْ كُلِّ نَاحِيَةٍ؟ بَارَكْتَ أَعْمَالَ يَدَيْهِ فَانْتَشَرَتْ مَوَاشِيهِ فِي الأَرْضِ.وَلكِنِ ابْسِطْ يَدَكَ الآنَ وَمَسَّ كُلَّ مَا لَهُ، فَإِنَّهُ فِي وَجْهِكَ يُجَدِّفُ عَلَيْكَ» (سفر أيوب 1 : 11,9) وذات يوم جاء رسول إلى أيوب واخبره ان السبئيون اخذوا البقر "وَكَانَ ذَاتَ يَوْمٍ وَأَبْنَاؤُهُ وَبَنَاتُهُ يَأْكُلُونَ وَيَشْرَبُونَ خَمْرًا فِي بَيْتِ أَخِيهِمِ الأَكْبَرِ، أَنَّ رَسُولًا جَاءَ إِلَى أَيُّوبَ وَقَالَ: «الْبَقَرُ كَانَتْ تَحْرُثُ، وَالأُتُنُ تَرْعَى بِجَانِبِهَا، فَسَقَطَ عَلَيْهَا السَّبَئِيُّونَ وَأَخَذُوهَا، وَضَرَبُوا الْغِلْمَانَ بِحَدِّ السَّيْفِ، وَنَجَوْتُ أَنَا وَحْدِي لأُخْبِرَكَ»"(سفر أيوب1: 15,13).
«وَبَيْنَمَا هُوَ يَتَكَلَّمُ إِذْ جَاءَ آخَرُ وَقَالَ: «نَارُ اللهِ سَقَطَتْ مِنَ السَّمَاءِ فَأَحْرَقَتِ الْغَنَمَ وَالْغِلْمَانَ وَأَكَلَتْهُمْ، وَنَجَوْتُ أَنَا وَحْدِي لأُخْبِرَكَ». وَبَيْنَمَا هُوَ يَتَكَلَّمُ إِذْ جَاءَ آخَرُ وَقَالَ: «الْكَلْدَانِيُّونَ عَيَّنُوا ثَلاَثَ فِرَق، فَهَجَمُوا عَلَى الْجِمَالِ وَأَخَذُوهَا، وَضَرَبُوا الْغِلْمَانَ بِحَدِّ السَّيْفِ، وَنَجَوْتُ أَنَا وَحْدِي لأُخْبِرَكَ».وَبَيْنَمَا هُوَ يَتَكَلَّمُ إِذْ جَاءَ آخَرُ وَقَالَ: «بَنُوكَ وَبَنَاتُكَ كَانُوا يَأْكُلُونَ وَيَشْرَبُونَ خَمْرًا فِي بَيْتِ أَخِيهِمِ الأَكْبَرِ، وَإِذَا رِيحٌ شَدِيدَةٌ جَاءَتْ مِنْ عَبْرِ الْقَفْرِ وَصَدَمَتْ زَوَايَا الْبَيْتِ الأَرْبَعَ، فَسَقَطَ عَلَى الْغِلْمَانِ فَمَاتُوا، وَنَجَوْتُ أَنَا وَحْدِي لأُخْبِرَكَ».فَقَامَ أَيُّوبُ وَمَزَّقَ جُبَّتَهُ، وَجَزَّ شَعْرَ رَأْسِهِ، وَخَرَّ عَلَى الأَرْضِ وَسَجَدَ، وَقَالَ: «عُرْيَانًا خَرَجْتُ مِنْ بَطْنِ أُمِّي، وَعُرْيَانًا أَعُودُ إِلَى هُنَاكَ. الرَّبُّ أَعْطَى وَالرَّبُّ أَخَذَ، فَلْيَكُنِ اسْمُ الرَّبِّ مُبَارَكًا». فِي كُلِّ هذَا لَمْ يُخْطِئْ أَيُّوبُ وَلَمْ يَنْسِبْ للهِ جِهَالَةً»(سفر أي 1: 16، 22).ورغم كل ما أصاب أيوب كان في لحظةٍ واحدة إلا أنّه مازال مؤمن وصالح وظل الشيطان يحاول أنْ يجعل أيوب يخطئ حتى بالقول لكنه لم يفعلْ وعندما علمَ أصحابه-أليفاز التيماني وبلدد الشوحي وصوفر النعماتي-بمرضه جاءوا ليعزوه لكن عندما قابلوه لم يعرفوه وقاموا بالصراخ والبكاء «وَرَفَعُوا أَعْيُنَهُمْ مِنْ بَعِيدٍ وَلَمْ يَعْرِفُوهُ، فَرَفَعُوا أَصْوَاتَهُمْ وَبَكَوْا، وَمَزَّقَ كُلُّ وَاحِدٍ جُبَّتَهُ، وَذَرَّوْا تُرَابًا فَوْقَ رُؤُوسِهِمْ نَحْوَ السَّمَاءِ، وَقَعَدُوا مَعَهُ عَلَى الأَرْضِ سَبْعَةَ أَيَّامٍ وَسَبْعَ لَيَال، وَلَمْ يُكَلِّمْهُ أَحَدٌ بِكَلِمَةٍ، لأَنَّهُمْ رَأَوْا أَنَّ كَآبَتَهُ كَانَتْ عَظِيمَةً جِدًّا.»(سفر أي 2 :11، 13) حتى زوجته يئست من شفائه وعودة صحته كما كانت «فَقَالَتْ لَهُ امْرَأَتُهُ: «أَنْتَ مُتَمَسِّكٌ بَعْدُ بِكَمَالِكَ؟ بَارِكِ اللهِ وَمُتْ!». فَقَالَ لَهَا: «تَتَكَلَّمِينَ كَلاَمًا كَإِحْدَى الْجَاهِلاَتِ! أَالْخَيْرَ نَقْبَلُ مِنْ عِنْدِ اللهِ، وَالشَّرَّ لاَ نَقْبَلُ؟»» (سفر أي 2 :9، 10) وظلت آلاعيب الشيطان ومكره طويلاً كذلك طال صبر أيوب حتى شفاه الله وبارك له في كل شيء وعوضه عمّن فقدهم من البنات والبنين.

## نسب أيوب
هو أيوب بن موص بن رازخ بن روم بن العيص بن إسحاق بن إبراهيم الخليل. وقال غيره: هو أيوب بن موص بن رغويل بن العيص بن إسحاق بن إبراهيم، وقيل غير ذلك في نسبه. وقيل: كان أبوه ممن آمن بإبراهيم عليه السلام يوم ألقي في النار فلم تحرقه والمشهور الأول لأنه من ذرية إبراهيم كما قررنا عند قوله تعالى:﴿وَوَهَبْنَا لَهُ إِسْحَاقَ وَيَعْقُوبَ كُلًّا هَدَيْنَا وَنُوحًا هَدَيْنَا مِنْ قَبْلُ وَمِنْ ذُرِّيَّتِهِ دَاوُدَ وَسُلَيْمَانَ وَأَيُّوبَ وَيُوسُفَ وَمُوسَى وَهَارُونَ وَكَذَلِكَ نَجْزِي الْمُحْسِنِينَ ۝٨٤﴾ [الأنعام:84].
يؤمن المسلمون بأنه نبي ورسول بعثه الله للأدوميين، وبحسب ما ترويه الإسرائيليات ، وبعض الناسبون العرب أن اسمه : أيوب (يوباب) بن زراح بن رعوئيل بن روم بن عيسو بن إسحاق بن إبراهيم، وهو أحد ملوك أدوم.

## طالع أيضًا
- أيوب (اسم)
- رحمة أو ليا (زوجة أيوب)
- يونس
- لوقا
- عيسى بن مريم
- موسى
- موسى في الاسلام